# Fortsättningskriget
Fortsättningskriget (finska: jatkosota, ryska: Советско-финская война 1941–1944: Sovetsko-finskaja vojna 1941–1944) utkämpades av Finland och Nazityskland mot Sovjetunionen mellan den 25 juni 1941 och den 19 september 1944 under andra världskriget. Vapenvilan inleddes den 4 september klockan 07.00 för finländsk del, och Sovjetunionen avslutade krigsaktionerna ett dygn senare, den 5 september. Ett första fredsavtal skrevs under den 19 september, och det slutliga fredsavtalet skrevs under i Paris 1947.

## Bakgrund

### Moskvafreden
Under Vinterkrigets sista månader gjorde den sovjetiska militära övermakten Finlands ställning ohållbar. Finland hade förhandlat med Frankrike och Storbritannien om eventuellt militärt bistånd via Norge och norra Sverige. I februari 1940 meddelade de svenska, norska och danska regeringarna att man nekade de brittiska och franska trupperna transit-passage genom sina länders territorier. Kort därefter inleddes fredsförhandlingar mellan Finland och Sovjetunionen.
Finland befann sig i praktiken i undantagstillstånd sedan Vinterkriget. 100 000 man som deltagit i kriget men som saknade militär utbildning beordrades till vapentjänstgöring. Man började även att utöka reserven eftersom bristen på manskap hade ställt till med stora problem under Vinterkrigets slutskede. Stamunderofficerarnas antal utökades genom att man förutom de sedvanliga befordringarna bland de värnpliktiga även bad de gruppledare som utmärkt sig i kriget att stanna kvar och skola de nya rekryterna. Finland riktade in sig på att mobilisera en så stor del av befolkningen som var möjligt för att ännu hålla landet något så när rullande – detta ansågs vara 16 % av befolkningen. Detta höga tal skulle göra Finland till ett av de länder med högst procentandel krigsmobiliserade invånare i världen under fortsättningskrigets slutskede.
Möjligheterna till neutralitet försvagades i och med Tysklands invasion av Danmark och Norge i april och maj 1940 trots britters, fransmäns och frivilliga polackers försök att hålla delar av Norge. I och med den franska frontens sammanbrott i maj 1940 förlorade de allierade sina möjligheter att påverka situationen i Norge. Tyskland invaderade snabbt Frankrikes norra och västliga delar och tillsatte den tyskvänliga Vichyregimen att regera i återstoden av landet. På så sätt kunde fransmännen inte fortsätta striden på Storbritanniens sida och västmakterna kunde inte längre försvara de mindre ländernas neutralitet. Storbritannien var tvunget att samla all sin styrka för att försvara sitt eget territorium mot den stundande tyska luftoffensiven.
Finland blev mer och mer tvunget att göra ett val mellan Tyskland och Sovjetunionen, och eftersom Tyskland i hemlighet planerade ett anfall mot Sovjetunionen var man i stort behov av finska land- och havsområden som stödområden inför anfallet. Tyskarna var speciellt intresserade av Lappland för att kunna erövra Murmansk och Archangelsk, samt Finska viken och Karelska näset för att kunna erövra Leningrad (nuvarande Sankt Petersburg).
Sovjetunionen var inte passivt, utan förberedde sig för ett eventuellt tyskt anfall och planerade även för ett preventivt anfall mot Tyskland.[källa behövs] Under sommaren och hösten 1940 började Sovjetunionen ställa sådana krav på Finland att finländarna ansåg att de stred mot fredsavtalet från Moskva 1940. Den allmänna opinionen var att krig snart skulle bryta ut igen och därför fick Moskvafreden snart namnet mellanfreden bland allmänheten.
Ett ytterligare orosmoment för Finlands del, och som även förvärrade situationen mellan de två länderna, var de val som Sovjetunionen påtvingade de baltiska staterna under våren 1940. De sovjetvänliga parlamenten som därefter uppstod omvandlade sina stater till sovjetrepubliker. Dessa republiker bad sedan i sin tur i augusti om att få anslutas till Sovjetunionen vilket godkändes.
Den 8 september 1940 krävde Sovjetunionen att Finland skulle godkänna dagliga sovjetiska järnvägstransporter till det av Sovjetunionen arrenderade Hangöområdet. Därmed var det enklare för finländarna att senare godkänna en tysk förfrågan om transitering av tyska soldater på permission från Norge genom finländskt territorium. Ett sådant avtal ingicks den 22 september efter att Sverige godkänt motsvarande transporter. Tyskland var ännu vid denna tidpunkt i förbund med Sovjetunionen genom Molotov–Ribbentrop-pakten från den 23 augusti 1939.
Den tyske riksmarskalken hade i februari 1940 rått Finland att snabbt sluta fred med Sovjetunionen och lovat att Finland skulle få tillbaka allt vad landet förlorat – med ränta. Betydelsen av denna utsago har dock under senare tid varit föremål för mycket diskussioner. Det ryktades även mycket om den kommentar som sovjetrepresentanterna uttalat vid förhandlingarna i Moskva: att Finlandsfrågan ännu inte hade lösts på ett nöjaktigt sätt ur Sovjetunionens synvinkel.
Under mellanfreden var den politiska atmosfären betryckande på grund av de baltiska staternas snabba kollektivisering, kommunisternas hot i klarspråk samt nedskjutningen av Aero O/Ys (numera Finnair) passagerarflygplan Kaleva den 14 juni. Landet var nu inringat och kände sig ensamt – de baltiska staterna hade ockuperats, Tyskland och Sovjetunionen var allierade och det officiella Sverige hade vänt ryggen till.
Den Röda arméns stab hade gett Leningrads militärdistrikt instruktioner den 18 september 1940 ifall ett nytt krig bröt ut med Finland. Ordern specificerades den 25 november med kravet att uppgöra en anfallsplan för en sådan situation att Finland var den enda fienden. Östersjöflottan uppgjorde noggranna planer på en erövring av Åland. Hangöbasen underställdes Leningrads militärdistrikt och försvarsriktningen ändrades från havet mot land den 12 november 1940. Ansvaret för de finska ärendena överflyttades från inrikeskommissariatets NKVD-trupper och därtill började anfallsberedda styrkor överföras till sina grupperingsområden. Sovjetunionens utrikesminister Molotov besökte Berlin i november för att be Adolf Hitler om lov att få anfalla Finland. Hitler sa dock nej eftersom Finland då redan ingick i hans planer på ett anfall mot Sovjetunionen.
Koordineringsarbeten mellan Finland och Tyskland inleddes med förhandlingar med den högsta militärledningen i slutet på 1940. Finland fick vetskap om de tyska anfallsplanerna mot Sovjetunionen den 30 december 1940. I februari 1941 inledde man vägarbeten och underrättelsesamarbete med tyskarna i Lappland. Tyska trupper började anlända till landet och deras storlek skulle slutligen uppgå till omkring 200 000 man. Under februari–mars tränade tyskarna organiserad spaning, varvid den finländska ledningen fick mycket information om de tyska planerna. 
Finlands närmanden till Tyskland fick Sovjetunionen att avstå från sina ytterligare krav utöver Moskvaavtalet. I april 1941 inledde ingenjörsbyrån i Ratas arbetet med att värva frivilliga till den finländska bataljonen i Waffen-SS Wikingdivisionen. Värvningarna fortsatte till juni 1941 och de första frivilliga avreste till Tyskland i maj 1941. I maj beslöt även den riksdagen att sluta upp i det tyska anfallet mot Sovjetunionen. Ifall Finland hade avstått från detta samarbete hade landet ändå kommit att stå som slagfält för striden mellan stormakterna. Beslutet innehöll dock vissa förbehåll; bland annat att Tyskland skulle anfalla först och att Finland skulle inleda sitt krig när Sovjetunionen anföll Finland.
Den 17 juni 1941 förklarades en allmän mobilisering. Den 21 juni beordrade riksdagen att de 45 000 personer som bodde vid den sovjetiska gränsen skulle evakueras.

### Operation Barbarossa – Kriget inleds
Vid Tysklands inledande av Operation Barbarossa – anfallet mot Sovjetunionen den 22 juni 1941 – deklarerade Adolf Hitler att Finland stred sida vid sida med Tyskland. Detta tyska utspel var pinsamt för den finländska utrikespolitiska ledningen som ville upprätthålla sin neutrala fasad.
Vid inledningen av Operation Barbarossa den 22 juni 1941 utnyttjade tyskarna finskt territorium. Detta provocerade Sovjetunionen att inleda krigshandlingar även mot Finland eftersom de ansåg att Finland öppnat sitt territorium för anfallet mot Sovjetunionen – därtill hade ju Hitler bekräftat att länderna var allierade. Enligt flyghistorikern Hannu Valtonens teori flög tyska bombplan under natten mellan 21 och 22 juni 1941 från Öst-Preussen över södra Finlands luftutrymme till norr om Ladoga och därifrån söderut till Leningrad. Där utkämpade tyskarna och Sovjet de första luftstriderna omkring klockan 3 på morgonen. Efter detta flög de tyska bombplanen till finska Uttis där de tankades och därefter fortsatte till sin hemmabas i Öst-Preussen. Den tyska flottan utnyttjade också finskt vatten, då fartyg från Kriegsmarine hade legat ankrade i den finska skärgården och i hamnar ända sedan mitten av juni.
Den finländska krigsledningen beslöt den 17 juni att använda de finska ubåtarna för minering av den estniska kusten och den 21 juni gavs order om att så skulle ske. Den 22 juni inledde finska och tyska ubåtar, samt finska och tyska fartyg mineringen av Finska viken så att inte den Röda flottan skulle kunna röra sig fritt i Finska viken när tyskarna inledde sin erövring av de baltiska staterna. Dessa minfält förhindrade även en erövring av Åland, som för Finlands del var livsviktigt att hålla. 
Mineringen utsträcktes ända fram till Tallinn. Finska ubåtar satte ut minor vid den estniska kusten den 22 juni 1941 klockan 07.28–09.06. Mineringarna hade som syfte att stoppa den sovjetiska flottans tillgång till området.
När Finland nåddes av nyheten att tyskarna inlett kriget inledde den finska marinen omedelbart Operation Kappsegling, det vill säga bemanningen av det demilitariserade Åland. Sovjetiska flygplan utförde krigets första luftanfall mot örlogsfartygen i denna operation samt mot kustforten den 22 juni kl 6.05. Därtill besköt sovjetiskt artilleri finländska mål från Hangö.
Trots att finländarna inlett koordinerade krigsoperationer till sjöss och trots att tyskarna hade en stor armé i Lappland förblev Finland fortsättningsvis officiellt neutralt.

## Krigets gång
Den 25 juni 1941 bombade sovjetiska bombplan Helsingfors, Åbo och Borgå, samt ett dussintal andra orter med ungefär 500 flygplan. Finländarna lyckades skjuta ner 27 flygplan över finskt område. Finlands president Risto Ryti höll då den 26 juni 1941 ett radiotal i vilket han bland annat framhöll för hela det finska folket: ”Våra möjligheter att klara av kriget framgångsrikt är denna gång helt annorlunda än sist då vi stod ensamma i trycket av österns stora jätte. Det stortyska rikets krigsmakt under sin ledare Hitlers kommando  (i den ursprungliga finskspråkiga versionen av talet:  ”nerokkaan johtajansa Hitlerin komennossa”) står i förbund med oss i kampen mot Sovjets krigsmakt, välkänd för oss.  Detta kom att förbli Finlands krigsförklaring mot Sovjetunionen. Finland var inte mera ens officiellt neutralt. Finlands officiella neutralitet varade i tre dygn, 22–25 juni 1941. Även statsminister Johan Wilhelm Rangell (ofta kallad Jukka Rangell) höll ett tal i radion där han konstaterade att Finland återigen var i krig med Sovjetunionen.
Finland förklarade krig mot Sovjetunionen den 26 juni. Den finska armén och de tyska trupperna i Finland inledde anfallet till lands. Storanfallet mot Sovjetunionen på det Karelska näset och norr om Ladoga inleddes den 10 juli. I slutet av augusti hade den karelska armén, som leddes av generallöjtnant Erik Heinrichs, nått fram till den gamla gränsen som gällde fram till Vinterkriget.
Det sår som Vinterkriget utgjort kom att leda till att det finländska folket och ledningen unisont ställde sig bakom återerövringen av det förlorade Karelen. Man ansåg att det nya kriget var en fortsättning på Vinterkriget. Denna gång ville man ställa allting till rätta.

### Skapandet av ett Storfinland

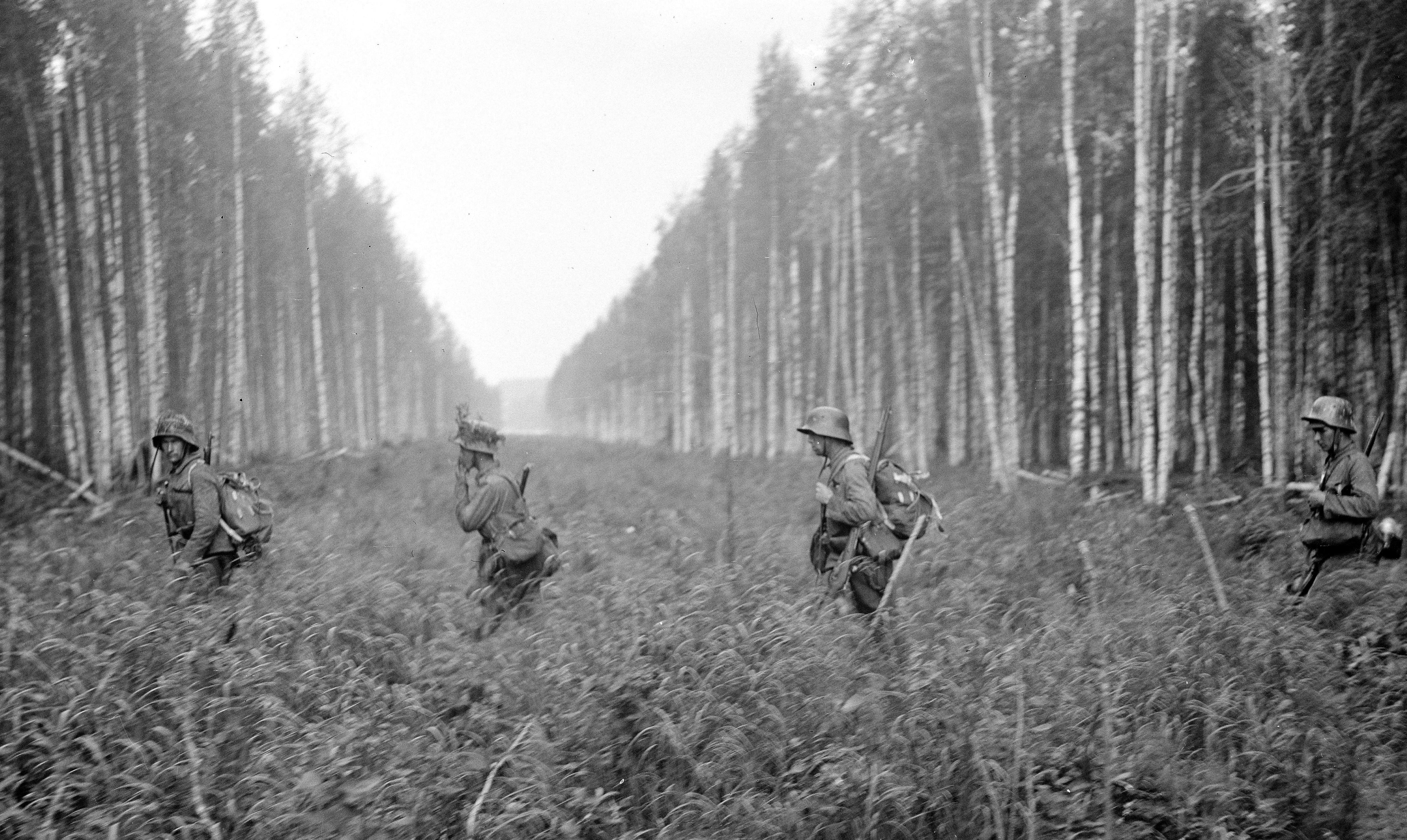
Finländskt infanteri går över den gamla gränsen mellan Finland och Sovjetunionen 1941

Redan under Finska inbördeskriget 1918 hade Gustaf Mannerheim hållit ett tal i S:t Andree på Karelska näset där han förklarade att han inte skulle låta sin sabel vila vid sin sida förrän Finland och Östkarelen var fria. Under fortsättningskriget kom Mannerheim att hålla ett tal där han refererade till denna tidigare händelse. I dagorderna fanns även omnämnt "stora Finland", vilket redan då förorsakade negativa reaktioner i politiska kretsar.
Finland ockuperade vidsträckta områden under fortsättningskriget. Det fanns även folk utanför högerkretsarna som ville slå ihop Östkarelen med Finland. Förutom de ideologiska och politiska resonemangen förekom även militära: den så kallade trenäslinjen var enklare att försvara än den gamla gränsen och med Tyskland som stöd skulle det vara möjligt. Hos andra fanns ekonomiska motiv – östra Karelen hade stora skogar som den finska skogsindustrin kunde utnyttja. Juridiskt sett kom dessa områden dock aldrig att tillföras Finland utan riksdagen förklarade enbart att de områden som förlorats i Vinterkriget tillhörde Finland. Skötseln av områdena handhades av Östra Karelens militärförvaltning som förberedde områdena för en sammanslagning med Finland. 
I de erövrade områdena grundades koncentrationsläger för ryssar, andra "icke-stamfränder" och politiskt otillförlitliga personer. Till de största grupperna hörde de 9 000 ryska flyktingar som inte hunnit evakueras över Onega samt bybefolkningen från söder om floden Svir som uppgick till 3 000 personer. De senare flyttades dels för att skydda civilbefolkningen från krigshandlingarna och dels för att skydda dem mot partisanhandlingar. Kvinnor, barn och åldringar utgjorde majoriteten av lägerfångarna och uppgick till nästan 24 000, av dessa avled 4 600–9 000 personer. När tyskarna besatte Ingermanland överfördes ca 62 000 ingermanfinländare till Finland.

### Ställningskriget
I december 1941 beordrade Mannerheim att anfallet skulle stanna. Härvid inleddes en två och ett halvt år lång period i kriget som kommit att kallas för ställningskriget. Den 6 december 1941 beslöt den finska riksdagen att de områden som förlorats i Vinterkriget återigen skulle tillföras Finland och att gränsen igen skulle följa gränserna från freden i Dorpat.
Förhållandena till utlandet förvärrades med de finländska framryckningarna. På kvällen den 1 augusti avbröt Finland de diplomatiska förbindelserna med Storbritannien, då Finlands minister Gripenberg förklarade detta för britterna under sitt besök i Foreign Office. Storbritannien hotade den 22 september med att förklara krig ifall inte finländarna avbröt sin framryckning. När Finland anslöt sig till det så kallade antikominternpakten den 25 november lämnade britterna ett ultimatum där man krävde att stridshandlingarna skulle upphöra före den 5 december. När man inte erhöll något godtagbart svar förklarade Storbritannien krig mot Finland den 6 december. Några egentliga stridshandlingar mellan länderna kom dock aldrig att utspelas (några mindre åtgärder utfördes dock: finländska sjömän som befann sig i England kom bland annat att interneras efter krigsförklaringen).
Det finländska anfallet avbröts innan man trängt in på Leningradområdet och i Karelen innan tyskarna hade fått känna på de första motgångarna utanför Moskva kring julen 1941. Det finländska anfallet var kostsamt; fler soldater stupade under anfallsskedet 1941 än under hela Vinterkriget och ännu fler skulle stupa under det sovjetiska storanfallet 1944.
Mannerheim förhöll sig negativt till att erövra Leningrad och även till att direkt understödja detta. Han meddelade tyskarna att han aldrig kommer att anfalla Leningrad. Finländarna undvek även att anfalla de isvägar som gick över Ladoga till Leningrad.  Det enda undantaget var bildandet av Flottilj K år 1942, som bestod av tyska, italienska och finländska trupper och som operativt var underställd finländarna. Denna flottilj anföll flera gånger sovjetiska konvojer över södra Ladoga. Leningrad grupperade sitt försvar främst söderut mot tyskarna.

### 1942

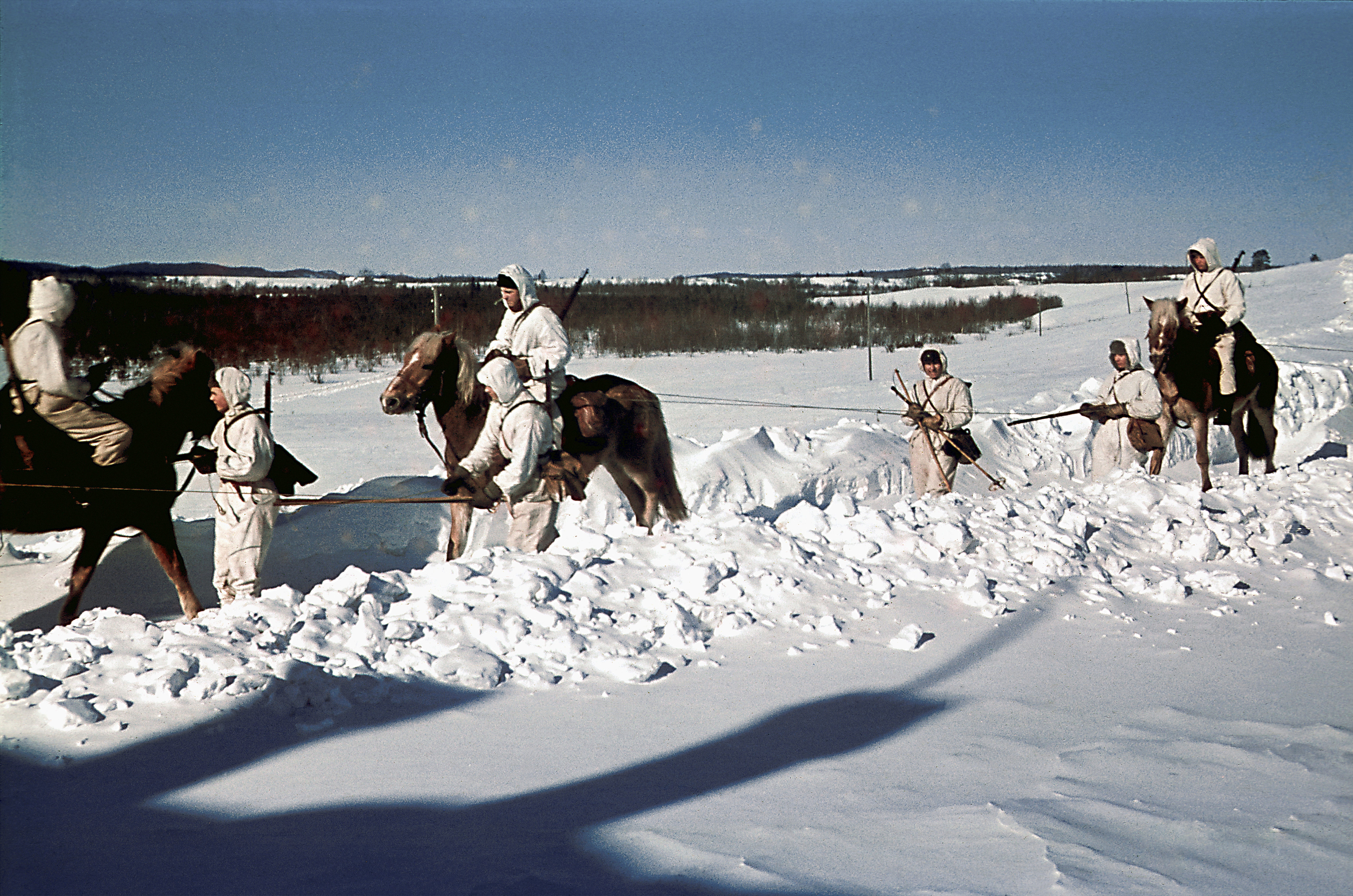
Ridande och tolkande soldater från Tavastlands ryttarregemente i Velikaja Niva den 15 mars 1942.

Striderna fortsatte sporadiskt vid Svir och Kiestinki under 1942.
Den 4 juni fyllde Mannerheim 75 år och han befordrades till Marskalk av Finland. Det beslutades även att denna dag skulle bli den finska försvarsmaktens flaggfestdag och i Helsingfors namngavs en av de största gatorna efter honom. Hitler kom på ett överraskningsbesök till honom i Immola och beklagade att han inte kunnat göra något för Finland under Vinterkriget på grund av att han varit tvungen att säkra oljeleveranserna från Rumänien före och under kriget.
Vid Rukajärvi sändes en sovjetisk truppstyrka bakom de finska linjerna. Finländarna lyckades dock neutralisera styrkan efter en kort jakt.

### 1943

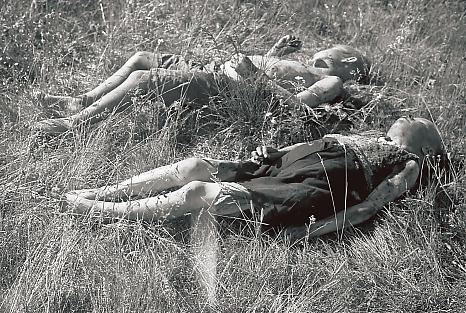
Finska barn som mördats av ryska partisaner i Seitajärvi 1943.

Efter den tyska förlusten vid Stalingrad försökte Finland skapa lite distans mellan de två länderna. Riksdagen började visa upp motstånd mot Ryti eftersom det var hans utrikesminister, Rolf Witting, som hade skrivit under antikominternavtalet. Riksdagen vägrade låta Ryti fortsätta på grundval av regeringslagen men detta förhindrade dock inte att han återvaldes för ytterligare en tvåårsperiod i februari 1943. Statsminister Rangells regering byttes dock ut mot en mindre tyskvänlig regering under ledning av Edwin Linkomies. Att regeringen höll samman var främst den socialdemokratiske finansministern Väinö Tanners förtjänst.
Man försökte förhandla om fred under hela året, men man kom inte fram till något avtal. Sovjetunionen förklarade den 8 februari att man var redo att sluta fred. USA krävde att Finland skulle förbli självständigt och Sovjetunionens ambassadör i Washington, A. Litvinov, meddelade att man inte tänkte ockupera hela Finland. Finländarna fick samma garantier från Aleksandra Kollontaj i Stockholm. Finland krävde som grund för fredsförhandlingarna att landet skulle få bibehålla 1939 års gränser, men man fick som svar att man var välkomna att förhandla om fred i Moskva, men att dessa områden inte skulle komma ifråga.
Fredskraven slogs fast vid de allierades konferens i Teheran i december. Till Stalins krav hörde 1940 års gränser, att antingen Hangö eller Petsamo permanent skulle tillföras Sovjetunionen, att krigsskadestånd skulle betalas, att tyskarna fördrivs från landet och att den finska armén demobiliserades. När den nya finländska regeringen gick genom fredskraven på våren 1944 kunde den inte godta dessa krav.

### 1944
Finland ansåg att fredskraven var omöjliga att uppfylla och förkastade förslaget i mars 1944. Sovjetunionen försökte då tvinga ner Finland på knä genom de massiva februaribombardemangen av Helsingfors (de så kallade "fredsbombningarna"). Sovjetunionen ville ha en snabb lösning på kriget så att de kunde koncentrera sina styrkor mot Tyskland och erövringen av Berlin.

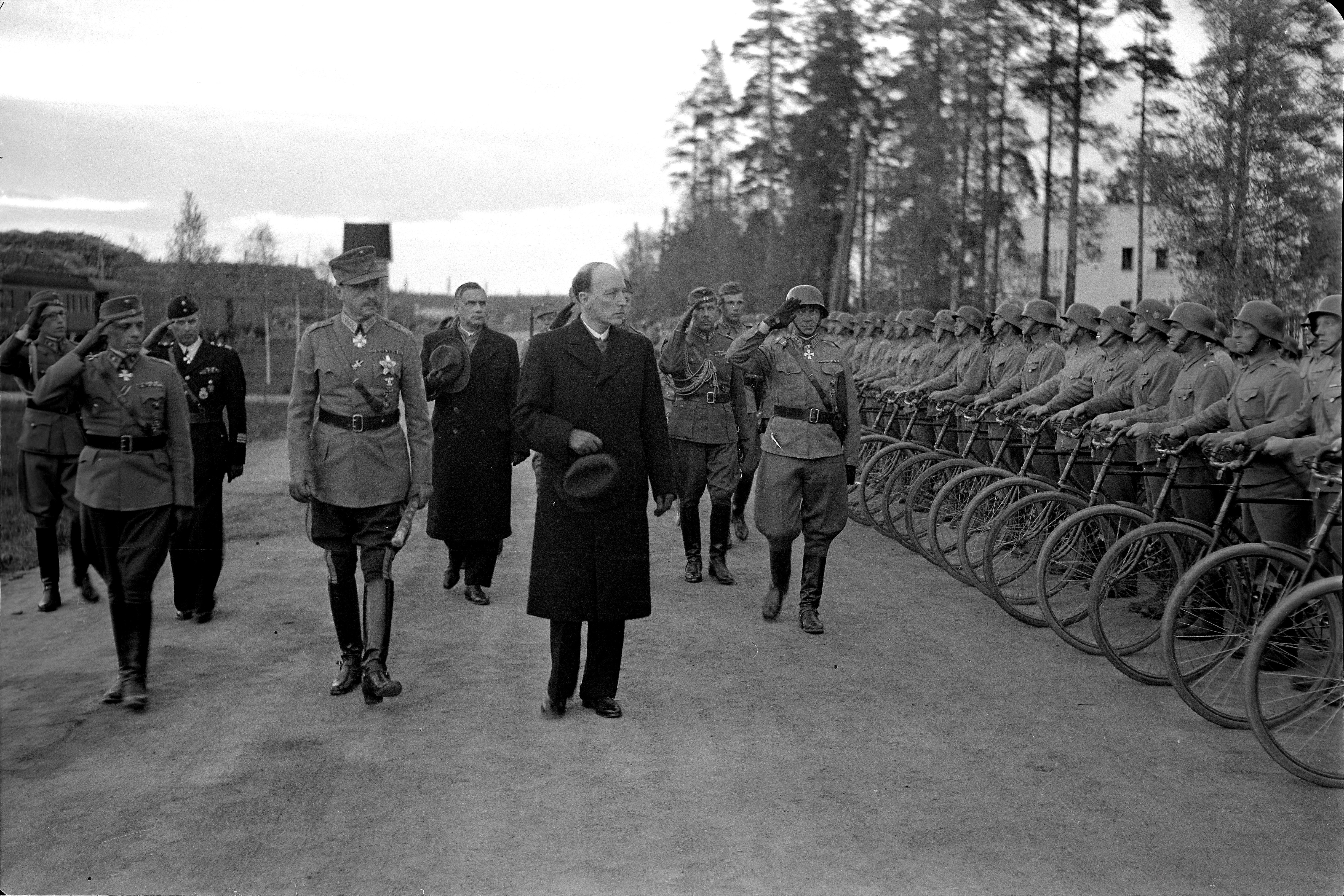
Mannerheim och Ryti granskar trupper i Enso den 4 juni 1944

Den Röda armén avbröt ställningskriget med storanfallet på Karelska näset den 9 juni 1944 och två veckor senare med ett anfall vid Svir. Fyra dagar efter Landstigningen i Normandie förklarade USA att Finland och dess ledare var tyskvänliga och bad ambassadören Hjalmar J. Procopé att lämna landet. Det finländska försvaret bröts vid Valkeasaari den 10 juni 1944. VT-linjen (Vammelsuu–Taipale) bröts vid slaget vid Kuuterselkä den 14 juni och Viborg uppgavs nästan utan strid den 20 juni.
19 juni kontaktade Finlands generalstabschef Heinrichs tyskarna med en förfrågan om militär hjälp. Förfrågan var ställd i Waldemar Erfurths namn, i den talades det konkret om sex divisioner. På kvällen den 21 juni anländer den tyske utrikesministern Joachim von Ribbentrop till Finland och meddelade att Tyskland fortsätter sitt understöd till Finland ifall Finland ingår en allians med Tyskland och fortsätter kriget.
I samband med att fronten på Karelska näset var nära att bryta samman gjorde finnarna den 22 juni en förfrågan hos Sovjetunionen om fredsvillkor. Sovjeternas svar kom den 23 juni. I det sades det att Finland måste komma med en skriftlig deklaration om kapitulation och söka fred hos Sovjetunionen, deklarationen skulle vara undertecknad av statsministern eller utrikesministern. Endast i det fallet var Sovjetunionen beredd att ta emot en finsk delegation i Moskva. Finlands statsminister Linkomies tolkade det ryska svaret som krav på villkorslös kapitulation. Den sovjetiska sidan dementerade rykten om villkorslös kapitulation i en artikel publicerad i tidningen Pravda den 2 juli 1944.

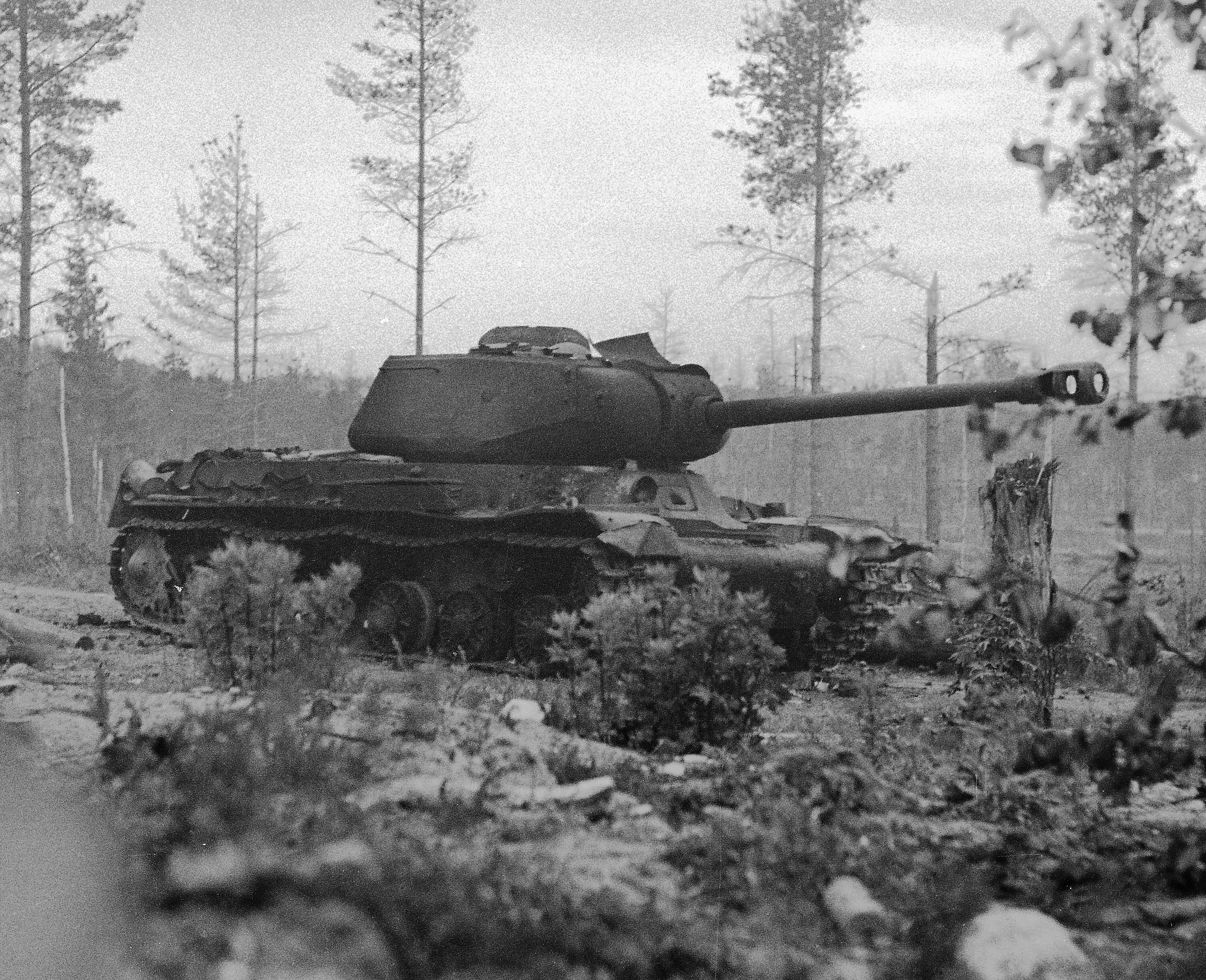
En förstörd stridsvagn av typen IS-2 med 122 mm kanon i juli 1944. Bokstavskombinationen IS står för ryska "Iosif Stalin", d.v.s. Josef Stalin.

Tyskarna ville att Finland skulle fortsätta kriget eftersom deras viktiga Narvafront annars skulle vara öppen för att anfall mot dess flank. President Risto Ryti ingick då det så kallade Ryti–Ribbentropavtalet med tyskarna den 26 juni, vilket förband Finland att inte ingå en separatfred med Sovjetunionen och vilken ökade de tyska vapenleveranserna till landet. Under de senaste åren[när?] har dock avtalets betydelse kommit att ifrågasättas – när Ryti skrev brevet till Hitler var redan majoriteten av de tyska pansarvärnsvapnen, störtbombarna, stormkanonvagnarna och infanteridivisionerna i eller på väg till Finland. Ryti–Ribbentrop-avtalet var ej heller ett bindande statsavtal utan enbart Rytis personliga garanti – en garanti som innebar att han som president inte skulle ingå separatfred. Avtalet skulle komma att kringgås genom att Ryti senare avgick som president och att Mannerheim genom undantagslag valdes till ny finländsk president.
Den Röda armén erövrade Petrozavodsk den 28 juni 1944. Innan den finska armén drog sig tillbaka delade man ut en två veckors matranson till stadens invånare. Detta var en sällsynt företeelse inom krigshistorien. De finländska Svirtrupperna drog sig tillbaka i god ordning till skillnad från Karelska näset där flera truppförband splittrades vid reträtten. Avståndet mellan Valkeasaari och Viborg är ungefär 100 km och det tog Röda armén 10 dagar att avancera denna sträcka. Finländarna retirerade i medeltal endast 10 km per dag, vilket ur militär synvinkel kan ses som en lyckad bedrift. Denna fördröjning möjliggjorde att reserver kunde transporteras till Karelska näset.
Nu fanns även tyska styrkor på näset. Speciellt de tysklevererade pansarvärnsvapnen kom till nytta; hittills hade man inte rått på de nya sovjetiska KV- och JS-stridsvagnarna. En stor del av luftunderstödet sköttes av den tyska avdelningen "Kuhlmey" som bestod av markattackflygplan och störtbombare. Dessa riktade sina angrepp mot understöds- och servicepunkter samt mot de sovjetiska markattackflygplanen. Det sovjetiska flygvapnet innehade dock luftherraväldet. Enligt den allmänna uppfattningen var den nya finländska artillerikoncentrationstekniken en av de viktigaste bidragande orsakerna till att man lyckades stoppa storanfallet vid slaget vid Tali-Ihantala den 25 juni–9 juli 1944, samt vid Äyräpää-Vuosalmi och vid Viborgska viken. Vissa historiker anser dock att det tyska stödet var livsavgörande. Under senare delen av juli stabiliserades dock läget på näset och madame Kollontaj meddelade den 12 juli via svenskarna att kravet på den villkorslösa kapitulationen hade berott på ett "missförstånd" från hennes sida.
Den Röda arméns framryckning vid Svir fortsatte men stannade upp efter de häftiga striderna vid U-ställningen vid Impilahti–Jänisjärvi. Även i norr drog sig finländarna tillbaka. Två sovjetiska divisioner som korsat den gamla gränsen vid Ilomants stoppades och nedgjordes vid slaget om Ilomants den 9 augusti 1944.
Sovjetunionen uppgav då sitt krav om villkorslös kapitulation och meddelade Mannerheim via Sverige att man var redo att skriva under ett vapenstilleståndsavtal på villkoret att Mannerheim själv skrev under och inte någon riksdagsledamot. Ryti avgick därför som president den 1 augusti och Mannerheim utsågs till hans efterträdare. Den nya riksdagen utsågs den 7 augusti. 
Finland hade 14 infanteridivisioner, 7 brigader och 1 pansardivision på stående fot under avvärjningsstriderna på sommaren 1944, Finlands armé 1944 bestod av 450 000 man. Tyskarna hade över 300 000 man uppdelade i 25 divisioner. Den Röda armén hade samlat sammanlagt 54 divisioner, 11 infanteribrigader och 7 befästningsområdestrupper – sammanlagt ca 605 000 man mot Finland. Den sovjetiska övermakten var mycket stor. De finländska förlusterna i döda och skadade uppgick till 44 500 på näset och 19 500 man i östra Karelen.

## Freden

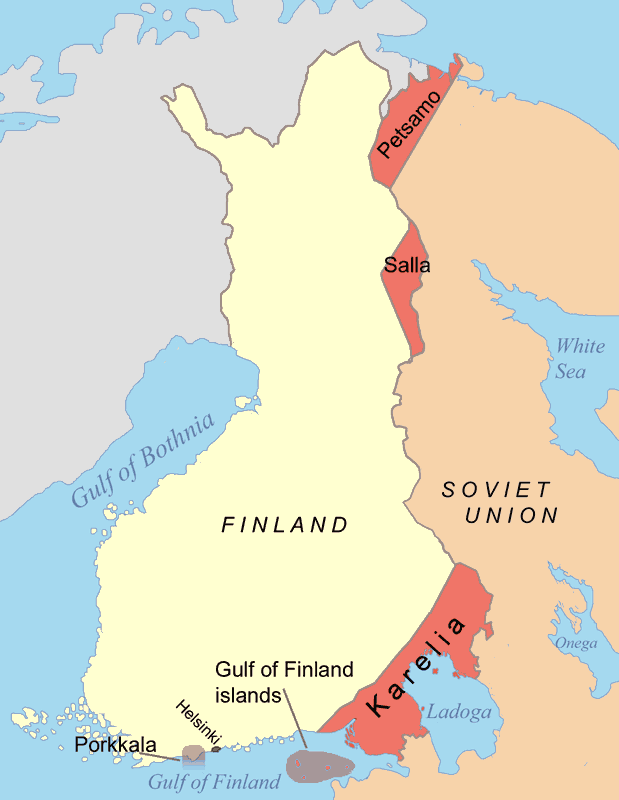
De områden som överläts till Sovjetunionen år 1944.

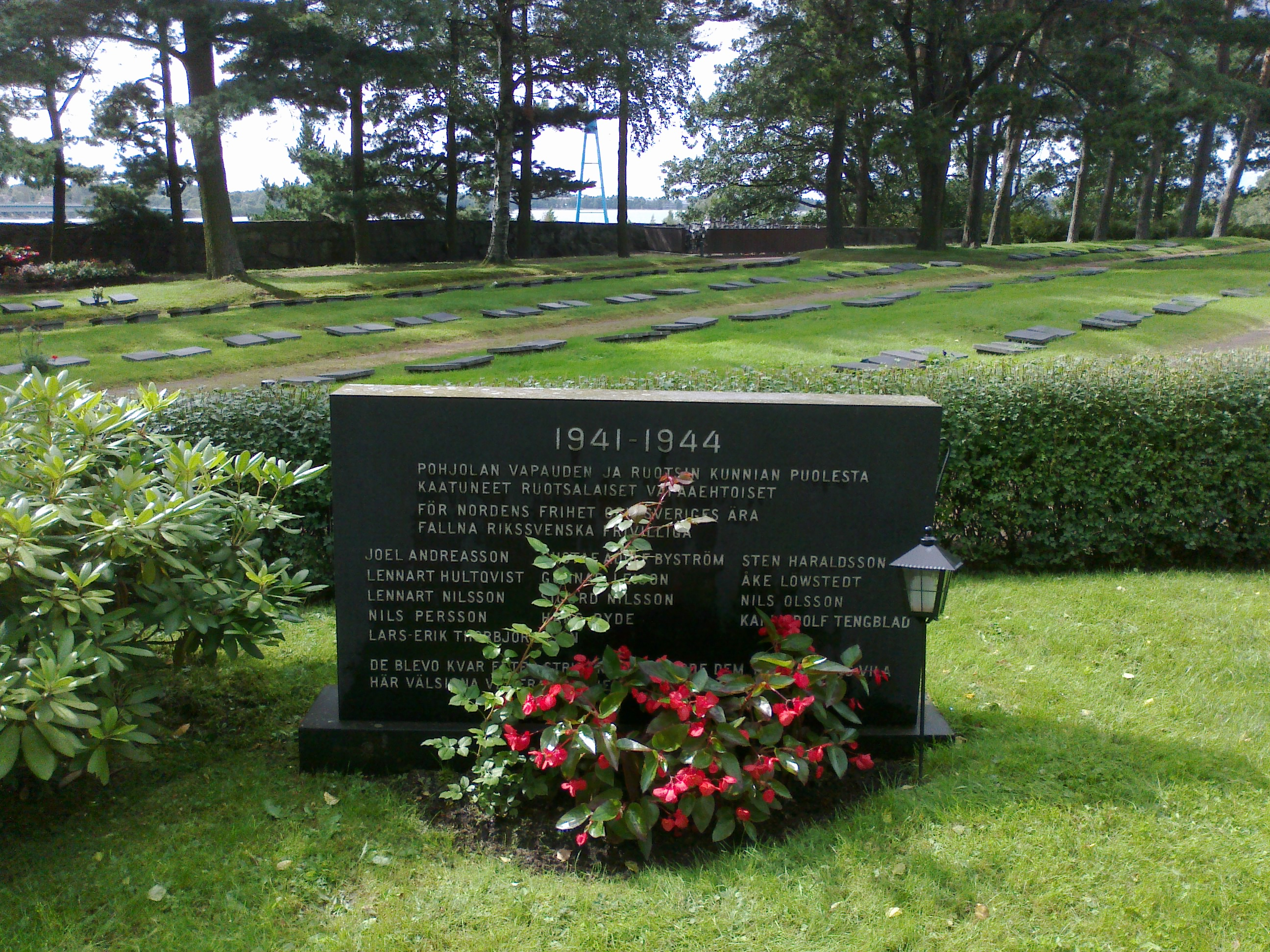
Ett minnesmärke över de svenska frivilliga som deltog i fortsättningskriget. Texten på stenen: "De blevo kvar efter striden. Ingen vigde dem i gravens vila. Här välsigna vi deras minne." Sandudds begravningsplats i Helsingfors.

Ryti–Ribbentropavtalet kunde annulleras i och med att Ryti avgick som president den 4 augusti och fredsvillkoren erhölls i slutet på augusti. Sovjetunionens krav för att ingå vapenvila var att man avbröt alla förbindelser med Tyskland.  Riksdagen röstade den 2 september igenom förslaget med rösterna 113–43 och Sovjetunionen var redo att inleda vapenvilan den 4 september 1944 klockan 8.00 på det villkoret att finländarna meddelade tyskarna om de avbrutna förbindelserna. Finländarna avslutade sina krigshandlingar vid denna tidpunkt men de sovjetiska trupperna fortsatte ännu beskjutningen ett dygn, vilket troligen berodde på att ordergången fördröjts.
Fredsvillkoren var att man upphörde med förbindelserna till Tyskland och att armén försattes på fredsfot, samt att de tyska trupperna fördrevs från finsk mark – detta skulle senare leda till det så kallade Lapplandskriget. På grund av att soldaterna hemförlovats kom kriget mot tyskarna i Lappland att utkämpas av värnpliktiga och kallades därför för "barnkorståget"; de enda veteranerna från kriget utgjordes av ledarskapet och underofficerarna. Kriget inleddes med den finländska landstigningen i Torneå varefter tyskarna inte längre kunde förhala sin tidtabell för ett tillbakadragande såsom man gjort tidigare. Sovjetunionen hade tryckt på och krävt att tyskarna å det snaraste skulle fördrivas ur landet.
Sovjetunionen var dock inte villiga att omedelbart sluta en varaktig fred och därför ingicks den så kallade mellanfreden i Moskva den 19 september: 
- Finland överlät de områden som förlorats i Vinterkriget samt Petsamo. Därtill skulle Porkala utarrenderas till Sovjet på 50 år. Sovjetunionen skulle ges fri tillgång till området via finskt territorium.
- De tyska trupperna skulle fördrivas från landet och tysk egendom skulle överlämnas till de allierade.
- Finland skulle krympa sin armé till 42 000 man.
- Finland skulle betala 300 miljoner amerikanska dollar som Finlands krigsskadestånd under en period om 6 år och ersätta all egendom som förstörts eller erövrats från de överlåtna områdena.
- Antisovjetiska och "fascistiska" organisationer skulle permanent förbjudas (däribland Lotta Svärd, som senare kom att inspirera Svenska Lottakåren).
- Krigsförbrytarna skulle dömas.

I och med fortsättningskrigets slut släcktes även drömmarna om ett Storfinland, eftersom det ej längre fanns några politiska eller militära möjligheter att uppnå detta mål. Sovjetunionen hade vunnit kriget och belagt Finland med tunga fredsvillkor vilket bland annat innebar en ytterligare minskning av Finlands territorium. De ingermanfinländare som flyttats till Finland under kriget skulle återbördas till Sovjetunionen. Vid framkomsten dit förvisades de till Sibirien.

## Vapenbröder eller allierade?
Diskussionen om fortsättningskrigets inledningsskede, oförbereddheten inför storanfallet, avvärjningssegern och tyskarnas andel i denna diskuteras ännu både i minnesanteckningar och i avhandlingar. Från krigets slut fram till slutet av 1980-talet förklarades Finlands vägval med hjälp av den så kallade ”drivvedsteorin”. Den allmänna uppfattningen i fråga om storanfallet är att Stalin behövde ytterligare styrkor mot Tyskland. Ett fortsatt anfall förbi Kymmene älv skulle ha krävt nya planer och ytterligare trupper, vilket inte den allmänna situationen och årstiden tillät. Därför gick Sovjetunionen med på en separatfred trots att de allierade hade krävt kapitulation av Tyskland och dess allierade. Finländarna ansåg att man förde ett krig tillsammans med tyskarna, men att man hade sina egna mål och att man inte var allierad med tyskarna.
Diskussionen om huruvida Finland var allierat med Tyskland eller ifall man förde ett separat krig har fortgått ända in på 2000-talet i Finland. En någorlunda officiell åsikt är (bl.a. framförda av president Tarja Halonen) att Finland och Tyskland inte var i förbund. Bland utländska historieforskare är dock den allmänna förhållningen att Finland var allierat med Tyskland och även en del av de finländska forskarna anser att Finland var de facto allierat med Tyskland. Markku Jokisipiläs disputation "Aseveljiä vai liittolaisia?" (Vapenbröder eller allierade?) ändrade på den förhärskande finländska tolkningen. Enligt Jokisipiläs forskning började man tala om separatkrig först då krigslyckan började vända och när Tysklands förlust i kriget började bli allt klarare.
De som stödjer alliansåsikten har försökt att peka på att vissa högre officerare fick förhandsuppgifter om de tyska Barbarossaplanerna och att fortsättningskriget var en naturlig del i denna operation. Man har även sagt att fortsättningskriget inte kunnat utkämpas utan den betydande hjälpen från Tyskland i fråga om materiel och strategiskt stöd. Finland var de jure inte allierat med Tyskland eftersom inget sådant avtal ingåtts mellan staterna trots att tyskarna flera gånger tryckte på för en sådan förklaring men Finland var de facto allierat med Tyskland eftersom landet utkämpade ett krig med tyska resurser och vapen. Därtill stred de finländska trupperna tillsammans med tyska trupper speciellt under fortsättningskrigets inledningsskeden och de finländska operationerna var helt beroende av de tyska. Separatkrigets speciella egenskaper började främst framkomma när krigslyckan vände.

## Slutvinjett
När VSB-pakten skrevs under i Kreml den 6 april 1948 föreslog Stalin den finländska statsministern Pekkala att tillställningen skulle fortsätta mer inofficiellt. Under diskussionerna som följde ville Stalin säga några ord till de finländska militärrepresentanterna som utgjordes av infanterigeneral Heinrichs och generalmajor Oinonen.
"Trots att jag inte är någon egentlig soldat...", inledde generalissimus Stalin, "...kan jag säga, att vi soldater lätt glöms bort i fredstid, men under krigstid hänger allt på oss. Ett land som har en dålig armé respekteras av ingen, men ett med en bra armé vinner respekt av alla. Jag höjer mitt glas till Finlands armé och dess representanter här".

## Filmer
- Okänd soldat, (Tuntematon sotilas) Edvin Laine, 1955
- Okänd soldat, (Tuntematon sotilas) Rauni Mollberg, 1985
- Vinterkriget (Talvisota), Pekka Parikkas, 1989
- Vägen till Rukajärvi (Rukajärven tie; i Sverige: Bakhåll), Olli Saarela(fi) 1999 efter Antti Tuuris bok.
- Framom främsta linjen, en film om Infanteriregemente 61:s ("IR 61") öden från Svir till näset, Åke Lindman, 2004
- Tali-Ihantala 1944, Åke Lindman och Sakari Kirjavainen(fi), manus Stefan Forss, Benedict Zilliacus och Esko Salervo(fi), 2007
- Gränsen 1918 (Raja 1918). Filmen bygger på Jörn Donners fars upplevelser, 2007
- Pappa Kom Hem, En dokumentärfilm av den svenska journalisten Ingela Hjulfors Berg och hennes personliga skildring av sin far Vilhelm Hjulfors, som var soldat i IR 61 och stred vid Tienhaara, Finlands lås, 2007
- Okänd soldat, (Tuntematon sotilas) Aku Louhimies, 2017